# Mirtha Reid
Mirtha Reid   (Uruguai, 29 de desembre de 1918 - Ituzaingó, 30 de setembre de 1981), nascuda María Luisa Queirolo, va ser una actriu de cinema i de teatre uruguaiana que va fer la seva carrera a l'Argentina. Va estar casada amb l'actor i cantant de tango argentí Mario Passano.

## Carrera
Formada des de molt jove en el teatre uruguaià, Reid va ser una destacada actriu amb una àmplia trajectòria en el cinema durant l'època d'or de cinema argentí. Va actuar junt amb els aclamats actors de l'escena nacional com Pepe Arias, Ernesto Raquén, Amelia Bence, Angelina Pagano, Zully Moreno, Alita Román, Sebastià Chiola, entre molts altres.
Si bé es va iniciar a l'Uruguai amb la pel·lícula Soltero soy feliz (junt amb Carlos Warren, Ramón Collazo, Amanda Ledesma i Alberto Vila), a l'Argentina comença actuant amb el nom artístic de Mirtha Rei en la pel·lícula El haragán de la familia el 1940.
En teatre integra la Companyia teatral d'Antonia Herrero i Sebastián Chiola, junt amb Rafael Frontaura, Enrique Roldán, Nélida Bilbao, Osvaldo Miranda i Bertha Moss. També va actuar en una obra a Montevideo, al Teatre Versailles amb la Companyia Mecha Ortiz - Ricardo Passano (fill), amb Pedro Hurtado, Antonia Herrero i Paquita Muñoz. El 1944 actua a La cruz en la sangre, junt amb Manuel Collado, Josefina Díaz de Artigas, Maurice Jouvet, Amalia Sánchez Ariño i Amparo Astort. En va estar a La barca sin pescador.
Es va retirar passada la dècada del 1940 per dedicar-se a la criança dels seus quatre fills.

## Filmografia
- 1938: Soltero soy feliz
- 1940: El haragán de la familia
- 1940: De México llegó el amor
- 1943: Llegó la niña Ramona
- 1943: Casa de nines (Casa de muñecas)
- 1943: Cuando florezca el naranjo